# Wojciech Zwarra
Wojciech Zwarra (ur. 4 kwietnia 1890 w Starej Sikorskiej Hucie koło Kościerzyny, zm. 26 maja 1940 w Sachsenhausen), działacz polityczny i związkowy w Wolnym Mieście Gdańsku.

## Życiorys
Pochodził z rodziny kaszubskiej. Podczas I wojny światowej w armii niemieckiej. W 1919 osiedlił się w Gdańsku. Od 1922 był członkiem Zjednoczenia Zawodowego Polskiego, od 1927 Gminy Polskiej. Od 1929 pracował jako dźwigowy w Radzie Portu, od 1934 był prezesem Oddziału Pracowników Rady Portu ZZP. W 1935 wszedł do zarządu Gminy Polskiej.
Poślubił Agnieszkę z domu Block (ur. 1884).
Po wybuchu II wojny światowej początkowo uniknął aresztowania i wyjechał do Królewca, gdzie podjął pracę w porcie. W marcu 1940 został wezwany do Gdańska, aresztowany i osadzony w Stutthofie, a 20 kwietnia 1940 wraz z grupą innych polskich więźniów (w tym swoim synem Brunonem) trafił do obozu w Sachsenhausen, gdzie wkrótce zmarł.